# Walter zur Nieden
Paul Felix Walter zur Nieden (* 23. Dezember 1869 in Berlin; † 12. Dezember 1937 ebenda) war ein preußischer Verwaltungsbeamter und Landrat des Kreises Mettmann und der Landkreise Geestemünde und Wesermünde sowie Mitglied der Deutschen Volkspartei.

## Leben

### Herkunft und Ausbildung
Walter zur Nieden wurde als Sohn des Regierungsbaumeisters und späteren Oberbaurats Julius zur Nieden und dessen Ehefrau Marie Elise Emma Lucie zur Nieden, geborene Schneider in Berlin geboren, wo er auch, mit Ausnahme eines Aufenthalts an dem Gymnasium in Landsberg an der Warthe, mit den Besuchen des dortigen Leibnizgymnasiums sowie des Humboldt- bzw. Wilhelmsgymnasiums seine Schulzeit verbrachte. In Berlin legte er zu Ostern 1888 mit der Auszeichnung Primus Omnium die Reifeprüfung ab, bevor er in Berlin und Lausanne von 1888 bis 1891 Rechts- und Staatswissenschaften studierte. In Lausanne belegte er ferner die Studienfächer Französisch und Literatur.
Nach bestehen der ersten juristischen Staatsprüfung bei dem Berliner Kammergericht (8. Juni 1891) trat Walter zur Nieden am 18. Juni 1891 als Gerichtsreferendar zur weiteren Ausbildung in den Preußischen Justizdienst ein. Dort fand er Einsatz bei dem Amtsgericht Köpenick und dem Landgericht II in Berlin. Während dieser Phase promovierte er an der Universität Jena am 21. Juli 1891 mit der Arbeit Das Miteigentumsverhältnis am gemeinschaftlichen Sklaven und der darauf beruhende Rechtserwerb desselben … zum Dr. jur., bevor er vom 1. Oktober 1892 bis 1893 seiner Dienstpflicht bei dem 3. Garde-Regiment zu Fuß in Berlin nachkam.

### Werdegang
Mit seinem Wechsel als Regierungsreferendar an die Regierung Stade (19. Juni 1894) begann Zur Niedens Laufbahn in der Preußischen Innenverwaltung. Es folgten, unterbrochen von einer mehrmonatigen Englandreise zum Studium der dortigen Arbeitsverhältnisse in der Eisen- und Stahlhüttenindustrie, Tätigkeiten an den Landratsämtern Lehe und Stade, bevor er nach Ablegung der großen Staatsprüfung (18. Dezember 1897) und anschließender Ernennung zum Regierungsassessor als Hilfsarbeiter an das Landratsamt Lüben in Schlesien gelangte. Von dort wechselte Walter zur Nieden zum 1. Juni 1898 in gleicher Stellung an das Landratsamt Mettmann in Vohwinkel, im Juli 1900 zum Ministerium für Handel und Gewerbe und schließlich zum 1. Januar 1902 an die Regierung Koblenz. Dort umfasste sein Zuständigkeitsbereich die Renten der Veteranen aus dem Deutsch-Französischen Krieg von 1870/71 und die Moselfähren.
Als Folge der Versetzung von Fritz von Scherenberg als Polizeipräsident nach Frankfurt am Main (15. Februar 1904) wurde Walter zur Nieden am 24. Februar 1904 zunächst kommissarisch mit der Verwaltung des Landkreises Mettmann beauftragt (definitive Ernennung 1. Januar 1905). In der Zeit von 1905 bis 1918 war er Abgeordneter im Provinziallandtag der preußischen Rheinprovinz für Barmen.
Während der Ruhrbesetzung vorübergehend durch die Interalliierte Rheinlandkommission ausgewiesen (21. Juni 1923), wurde zur Nieden zum 31. Juli 1929 in Verbindung mit der stattfindenden kommunalen Neugliederung und der mit dieser umgesetzten Auflösung des Kreises Mettmann zunächst in den einstweiligen Ruhestand versetzt, im direkten Anschluss aber mit der Verwaltung des Landkreises Geestemünde betraut (1930 definitive Ernennung). Bei der Zusammenlegung der Landkreise Lehe und Geestemünde zum Landkreis Wesermünde (1932) verblieb er im Amt, ehe er zum 1. April 1935 in den Ruhestand versetzt wurde. Seine letzten Lebensjahre verbrachte er in Berlin.

### Familie
Der Protestant Walter zur Nieden heiratete am 23. Mai 1901 in Rheydt Ella Wilhelmine Luise, geb. Schött (geboren am 12. November 1879 in Rheydt), Tochter des Kommerzienrats Emil Schött und der Ellen Maria Lovisa, geb. Eneström. Ihre Tochter Ellen wurde 1902 und der Sohn Herbert 1903 geboren. Zur Nieden wurde in Wuppertal-Vohwinkel bestattet.
Der langjährige Gelsenkirchener Landrat Alfred zur Nieden war sein älterer Bruder.